# Characella ijimai
Characella ijimai är en svampdjursart som först beskrevs av Lebwohl 1914.  Characella ijimai ingår i släktet Characella och familjen Pachastrellidae. Inga underarter finns listade i Catalogue of Life.